# Камське (Воткінський район)
Ка́мське (рос. Камське) — село у Воткінському районі Удмуртії, Росія.
Населення становить 601 особа (2010, 636 у 2002).
Національний склад (2002):
- росіяни — 89 %

Урбаноніми:
- вулиці — Зарічна, Зелена, Комсомольська, Молодіжна, Нагірна, Польова, Центральна
- провулки — Новий

Село розташоване в гирлі струмка Білого, який впадає до Воткінського водосховища. Берег використовується для відпочинку — тут збудовано БВ.